# Graptomyza spectralis
Graptomyza spectralis är en tvåvingeart som beskrevs av Hull 1950. Graptomyza spectralis ingår i släktet Graptomyza och familjen blomflugor. Inga underarter finns listade i Catalogue of Life.